# Stiklestadi csata

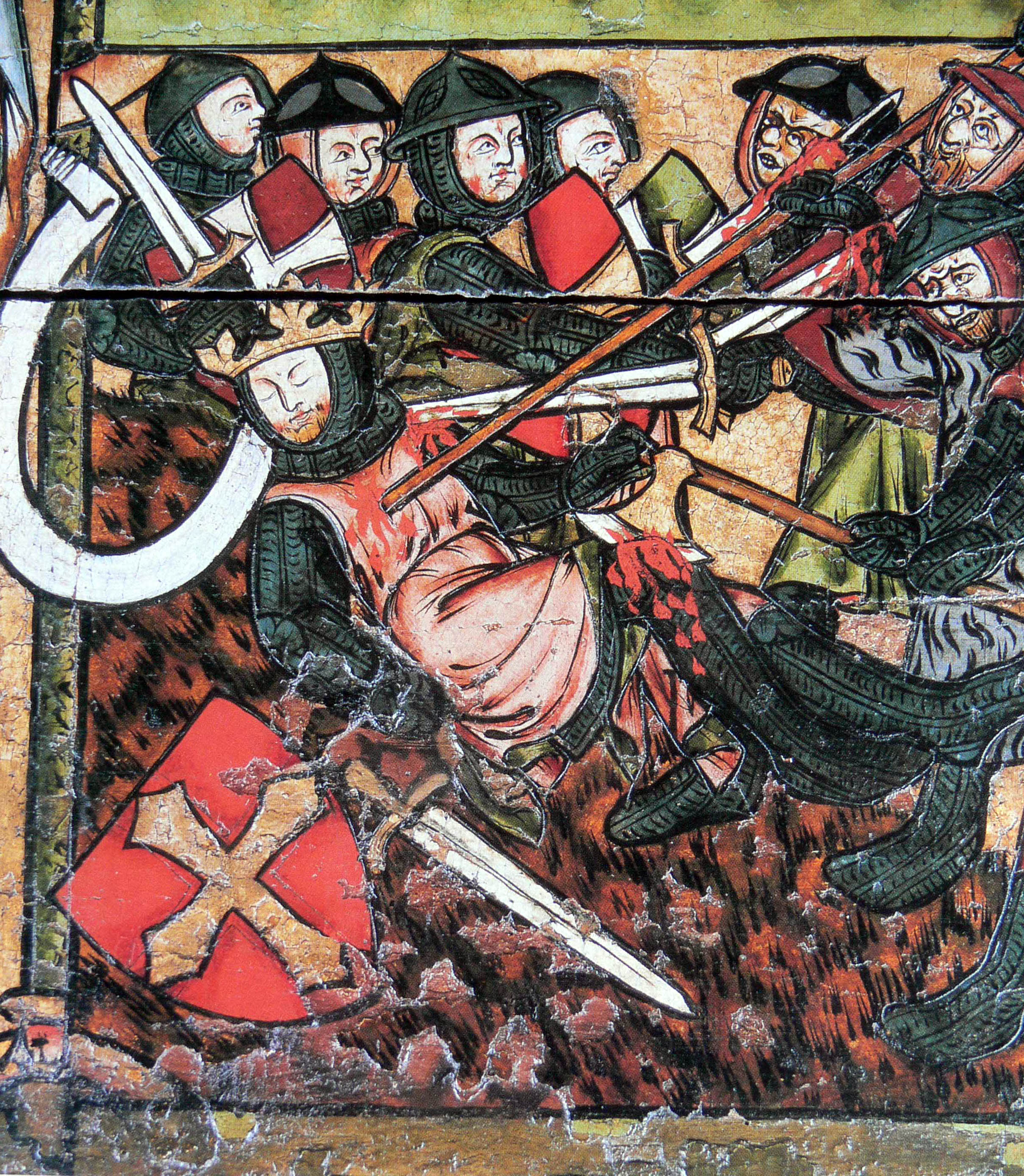
Olafot megölik

A stiklestadi csata (óészaki nyelven Stiklarstaðir) a norvég történelem egyik legkiemelkedőbb ütközete, amelyet 1030-ban vívott saját lázadó alattvalói ellen II. Olaf (Olaf Haraldsson) a norvégok szent királya. Az uralkodó, aki az előző évtizedekben Norvégiát végleg kereszténnyé tette, a csatamezőn vesztette életét.

## Történelmi háttér

### A norvég királyság kezdetei
A 9. század java részében a mai Norvégia még sok apró királyságból állt. Csak a század végén sikerült ezeket egyesítenie Nidaros (a mai Trondheim) ura, Sigurd Ladejarl segítségével Széphajú Haraldnak, aki így a norvégok első királya lett.
A következő évszázad azonban Harald utódai és a norvég előkelők, köztük a Lade család hatalmi harcával telt el. Ezekben a harcokban többek közt fontos szerepet játszott a vallás: a Széphajú két örököse is – Jóságos Haakon és Olaf Tryggvasson – arra tett kísérletet, hogy a keresztény hitre térítse a pogány norvégokat.

### Szent Olaf
Az 1000. évben a dán Villásszakállú Svend király támogatásával a Lade családból Erik került hatalomra, de valójában Svend uralta az országot. 1015-ben azonban, miközben a dánok Anglia meghódításáért harcoltak, Olaf Haraldsson ragadta magához a trónt. Uralma csak 1028-ig tartott: ekkor II. (Nagy) Knut dán király szövetséget kötött a Lade családdal és Olafnak a kijevi Rusz területére kellett menekülnie.
A király számára a következő évben jött el az alkalom a visszatérésre: 1029-ben a Lade Håkon Jarl, akit Knut az ország kormányzójául rendelt, a tengerbe fulladt. Olaf sereget gyűjtött, hogy visszaszerezze uralkodói jogait. A sagák szerint 3600 emberével Svédországon áthaladva kelt át a hegyeken Norvégiába és 80 kilométerre Trondheimtől a Verdal (óészakiul Veradalr) völgyébe érkezett.

## A csata
A sereg Snorri Sturluson Heimskringla című műve szerint a völgy alacsonyabb részén egy farmnál, Stiklestadnál vívta meg a csatát 1030. július 29-én.
Snorri szerint a király a tjøttai Hårek (óészaki Hárekr ór Þjóttu), a bjarkøyi Tore Hund (Þórir Hundr) és korábbi híve, Kalf Arnason (Kálfr Árnason) hétezer emberből álló parasztseregével ütközött meg. Olaf három súlyos sebet is kapott és egy sziklának dőlve meghalt. A szikla tetején épült később a Stiklestad templom. Olaf testét elvitték a helyszínről és titokban Trondheimban temették el.